# Пред-тренинг
Из Википедије, слободне енциклопедије
Пред-тренинг, или пред-тренинг суплемент, је бодибилдинг суплемент. Он садржи састојке који су у могућности да дају изненадне скокове енергије и расположења. Ови суплементи се добијају без рецепта и користе их спортисти да им помогне у перформансама и опоравку. Пред-тренинг суплемент садржи следеће састојке, бета аланин, креатин, амино киселине, и Л-Цитрулин, који помажу мишићном опоравку након напорног тренинга. Ово појачаванје се углавном снадбева кофеином. Пред-тренинг може бити користан за извођење напорних вежби. Већина суплементских брендова ће рекламирати ове производе иако нису сигурни или научно утемењени. Ови суплементи који се оглашавају добијају мало или нимало користи и могу изазвати нежељене нуспојаве.

## Историја
Пре комерцијалних пред-тренинг суплемената, бодибилдери од 1960-их до раних 1980-их би попили шољицу кафе пре тренинга. Први пред-тренинг, назван Ultimate Orange, створен је у Венис, Калифорнији 1982. године. Формирао га је Ден Дичејн и убрзо је постао популаран међу бодибилдерима. Убрзо након што се појавио Ultimate Orange, тужбе против Ultimate Orange су почеле да расту. Између касних 1990-их и раних 2000-их, веровало се да је Ultimate Orange узрок многобројних срчаних удара због свог активног састојка, ефедра.
Суплементске компаније су почеле да производе снажније форме пред-тренинга. Аргинин АКГ, Аргинин Малате и Цитрулин су састојци који су додати у пред-тренинг. Ови састојци узрокују привремено повећање крвних судова, дајући дизачима тегова бољу “пумпу.” 2005. године, хемичар Патрик Арнолд формулисао је следећи велики пред-тренинг звани Jack3d. Jack3d је имао нови састојак назван ДМАА (диметиламиламин), који је претходно био забрањен затим поново допуштен у Америци. Jack3d је брзо постао познат и ДМАА је постао важан састојак. Међутим, Jack3d је забрањен 2012. због ДМАА. Активни састојак је код неких људи проузроковао кратак дах, бол у грудима и повећан ризик од срчаног удара.

## Састојци/Суплементи
Постоји више начина узимања овог суплемента. Може се конзумирати у таблетама, капсулама, течном стању, праху и чоколадицама. 
- Кофеин- је најчешћи тип састојка/суплемента. Има неурални ефекат који иде у централни нервни систем и активира бета-ендорфине и хормоне који повећавају будност, менталну концентрацију и енергију. Кофеин може изазвати анксиозност, несаницу, вртоглавицу и аритмију.
- ДМАА- је инхибитор поновног преузимања нор-епинефрина који повећава липолизу и нивое концентрације у крви који обезбеђују енергију, побољшава менталну концентрацију, побољшава перцепцију и смањује умор. Негативни ефекти ДМАА су да може смањити способност кретње и створити лажно позитивне резултате код амфетамина на неким тестовима за дрогу.
- Креатин је природна хемикалија која се производи у бубрезима и јетри и чува се у станицама скелетних мишића. Креатин је извор енергије који може деловати сам као суплемент и привлачи воду у мишићне станице стварајући хипертрофију мишића. Стварање мишићног трофеја је због тога што се, када се чува у мишићним ћелијама, фосфорилише и производи фосфокреатин (ПЦр). Постоје четири облика креатина: креатин моно-хидрат, креатин фосфат, креатин цитран и креатин естри.
- Бета-аланин се производи из јетре и повећава способност пуфера протона и успорава умор када су мишићи у тешким контракцијама. Приликом вежбања повећава се перформанс, напајање, аеробну и анаеробну издржљивост.
- Таурин је врло чест код енергетских напитака који се могу користити и као додатак који се узима самостално. Сличан је креатину тако што има мишићну хипертрофију која повећава снагу, издржљивост, смањује оштећење мишића и помаже бржем опоравку.[1]

| Састојци    | Дозвољен дневни унос                   |
| ----------- | -------------------------------------- |
| Кофеин      | 200 мг (једнако 2 шоље)                |
| Kреатин     | 5 грама                                |
| Bета-Аланин | 5 грама                                |
| Tаурин      | 500-2,000 мг                           |
| Цитрулин    | 6-8 грама                              |
| ЦАА         | 10 грама пре и 10 грама после тренинга |
| Бетаин      | 1.25-2.5 грама                         |

## Бенефити Пред-Тренинг суплемента
- Побољшава време од почетка серије до отказа и тежинског тренинга давањем интензивних количина енергије (АТП).

- Извлачи течност у мишиће чинећи да мишићи имају бољи изглед у току тренинга.

- Појачава адреналин који помаже брже растављање масних ћелија.
- Побољшава физички перформанс.
- Побољшава проток крви и помаже мишићима да се брзо опораве и време до неуспеха током вежбања.
- Повећајте снагу која омогућава дужи и тежи тренинг.
- Побољшава фокус, расположење и пажњу.
- Промовише оксидацију липида која користи енергију за сагоревање масти, а не угљених хидрата.
- Спречава губитак мишића приликом тренинга на посту.

## Нежељени ефекти Пред-тренинга
- Може створити претерану стимулацију и нервозу
- Висок број откуцаја срца, превелики напор и могу изазвати повреде
- Напрезање кардиоваскуларног система
- Имали су пријављене смрти и акутну токсичност јетре
- Привремена иритација коже
- Гастроинтестинална узнемиреност

## Администрација хране и лекова
Управа за храну и лекове подразумева разговор са здравственим радником пре коришћења било које врсте суплементације у исхрани. То је због тога што неки састојци садрже јаке биолошке ефекте који можда нису сигурни код неких људи. Ако постоје било какви здравствени услови укључени у узимање ових додатака може постојати ризик при узимању. Неки додаци који се неправилно користе могу бити штетни ако се узимају превише, а мешање са одређеним лековима може довести до животне опасности. Суплемент не мора бити сигуран према стандарду ФДА када су означени. Суплемент не захтева да бренд буде тачан онако како се појављује на производу. Постоје ограничења у захтевима за надзор над означавањем. Већина суплементских компанија/брендова унајмљује компаније треће стране како би провериле и идентифицирале садржај њихове специфичне допуне како би осигурале да она побољшава вежбање и спортске перформансе. Ово даје више сигурности да су састојци производа на етикети ослобођени многих забрањених супстанци и дрога.